# Seznam kapel hrajících ska
Tento seznam obsahuje české a světové kapely hrající Ska.

## České a slovenské ska kapely
- Žádnej stres
- Definitivní Ententýk
- Flat Fly
- dukelSKA
- Skalingrad United
- Band-a-SKA
- Rambanbám
- The Spankers
- Interpret Neznámý
- Kšandy Industry
- Another Chance
- Kozy v korzetu
- Fadžitulikistulán
- Los Chuperos
- Sto zvířat
- DiscoBalls
- Skažená Skarlet
- Psiskapsy
- Fast Food Orchestra
- Polemic
- Green Smatroll
- Vertigo
- Zelená konev
- 2v1
- The Chancers
- Basta Fidel
- Main Street Ska Band
- Náhradní program
- CBM23 (Contra Bonos Mores 23)
- Tleskač
- Tatroska
- Ska-pra-šupina
- Dva a půl cvrčka
- All No Stars
- all SKApone’s
- Gentlemen’s Club
- Jo!Ska
- Cháska
- Drunken Boomerang
- Skalená Treska
- Mrtvý holub
- Chaotic
- Brand New Second Hand
- Ska´n´daal
- ska2tonics
- Sultan Soliman
- Prague Ska Conspiracy
- Pub animals
- Sakumprásk
- V3Ska
- Moskvič
- Heebie Jeebies
- Krokosvorka
- GroteSKA
- 380V
- JET 8
- VEvývoji
- El-Gaučo
- Rumaska

## Zahraniční SKA kapely
- Roland Alphonso
- Akurat
- Babylon Circus
- Bad Manners
- The Beat,2 Tone
- The Body Snatchers
- Ken Boothe
- Carlton &the Shoes
- Catch 22
- Cut capers
- Dance Hall Crashers
- Desmond Dekker
- Don Drummond
- The Ethiopians
- Fishbone
- The Gaylads
- Hepcat
- Heptones
- John Holt
- Inner Circle
- Irie Révoltés
- Jackie Mitto
- Karamelo Santo
- Karavana
- King Banana
- King Chango
- Laurel Aitken
- Byron lee & Dragonaires
- Leningrad
- Lord Creater
- Gaz Mayall
- Tommy McCook
- Madness,Stiff
- Mano Negra
- Manu Chao
- No Doubt
- Jackie Opel
- Oreskaband
- The Paragons
- Planet Smashers
- NY Ska Jazz Ensemble
- Pannonia Allstars Ska Orchestra
- Prince Buster
- Rancid
- Rotterdam Ska Jazz Foundation
- RX Bandits
- Selecter,2 Tone
- Sensations
- Slim Smith
- Ska-P
- Skalariak
- Skaos
- Skarface
- The Skatalites
- Soul Brothers
- Sublime
- The Locos
- The Mighty Mighty Bosstones
- The Specials,2 Tone
- The Techniques
- The Trojans
- The Wailers
- Delroy Willson
- Voodoo Glow Skulls
- Zion Train
- Samostalni Referenti